# Odiellus duriusculus
Espèce
Synonymes
- Acantholophus duriusculus Simon, 1878

Odiellus duriusculus est une espèce d'opilions eupnois de la famille des Phalangiidae.

## Répartition
Cette espèce se rencontre à Gibraltar, en Espagne en Andalousie et au Maroc dans les environs de Fès.

## Description
Le mâle syntype mesure 4,5 mm.

## Systématique et taxinomie
Cette espèce a été décrite sous le protonyme Acantholophus duriusculus par Simon en 1878. Elle est placée dans le genre Odius par Roewer en 1912. Le nom Odius Thorell, 1876 étant préoccupé par Odius Lilljeborg, 1865, il a été remplacé par Odiellus par Roewer en 1923.

## Publication originale
- Simon, 1878 : « Descriptions d'Opiliones (faucheurs) nouveaux de la faune circa-Méditerranéenne. » Annales de la Société Royale Zoologique de Belgique, Comptes rendus des séances, vol. 21, p. 215-224 (texte intégral).